# 엘리엇 홍
엘리엇 홍(영어: Elliott Hong, ?~)은 미국의 영화감독이자 프로듀서, 각본가이다.